# Дорнбург (Хесен)
Дорнбург (њем. Dornburg) општина је у њемачкој савезној држави Хесен. Једно је од 19 општинских средишта округа Лимбург-Вајлбург. Према процјени из 2010. у општини је живјело 8.412 становника. Посједује регионалну шифру (AGS) 6533004.

## Географски и демографски подаци
Дорнбург се налази у савезној држави Хесен у округу Лимбург-Вајлбург. Општина се налази на надморској висини од 194 метра. Површина општине износи 33,2 km². У самом мјесту је, према процјени из 2010. године, живјело 8.412 становника. Просјечна густина становништва износи 253 становника/km².